# Babcisynek
Babcisynek (ang. Grandma’s Boy) – amerykański film komediowy z 2006 roku w reżyserii Nicholausa Goossena. Wyprodukowany przez wytwórnię 20th Century Fox.
Premiera filmu miała miejsce 6 stycznia 2006 roku w Stanach Zjednoczonych.

## Fabuła
Alex (Allen Covert) mieszka razem z kumplem. Nieoczekiwanie dowiaduje się, że musi się wyprowadzić, ponieważ współlokator nie zapłacił czynszu. Alexowi nie pozostaje nic innego, jak przeprowadzić się do swojej osiemdziesięcioletniej babci Lilly (Doris Roberts) i jej dwóch ekscentrycznych przyjaciółek.

## Obsada
Źródło: Filmweb
- Allen Covert jako Alex
- Linda Cardellini jako Samantha
- Doris Roberts jako babcia Lilly
- Nick Swardson jako Jeff
- Shirley Jones jako Grace
- Shirley Knight jako Bea
- Joel David Moore jako J.P.
- Peter Dante jako Dante
- Kevin Nealon jako Simon Cheezle
- Kelvin Yu jako Kane
- Jonah Hill jako Barry